# Майдан-Стуленський
Майдан-Стуленський (пол. Majdan Stuleński) — село в Польщі, у гміні Воля-Угруська Володавського повіту Люблінського воєводства.
Населення — 63 особи (2011).
У 1975-1998 роках село належало до Холмського воєводства.

## Демографія
Демографічна структура станом на 31 березня 2011 року:
|          | Загалом | Допрацездатний вік | Працездатний вік | Постпрацездатний вік |
| -------- | ------- | ------------------ | ---------------- | -------------------- |
| Чоловіки | 30      | 6                  | 19               | 5                    |
| Жінки    | 33      | 5                  | 15               | 13                   |
| Разом    | 63      | 11                 | 34               | 18                   |